# Hymenomima fumibrunnea
Hymenomima fumibrunnea är en fjärilsart som beskrevs av Warren. Hymenomima fumibrunnea ingår i släktet Hymenomima och familjen mätare. Inga underarter finns listade i Catalogue of Life.